# Модла (Болеславецький повіт)
Модла (пол. Modła) — село в Польщі, у гміні Ґромадка Болеславецького повіту Нижньосілезького воєводства.
Населення — 542 особи (2011).

## Історія
В Модлу в результаті операції «Вісла» було депортовано з рідних земель українців із Закерзоння.
У 1956 р. колишній греко-католицький священик села Нова Весь Степан Дзюбина зорганізовував парафіян у Модлі, провадив службу Божу, хрещення, поховання і шлюби.
У 1975-1998 роках село належало до Легницького воєводства.

## Демографія
Демографічна структура станом на 31 березня 2011 року:
|          | Загалом | Допрацездатний вік | Працездатний вік | Постпрацездатний вік |
| -------- | ------- | ------------------ | ---------------- | -------------------- |
| Чоловіки | 279     | 57                 | 199              | 23                   |
| Жінки    | 263     | 51                 | 164              | 48                   |
| Разом    | 542     | 108                | 363              | 71                   |